# Monochamus talianus
Monochamus talianus är en skalbaggsart som beskrevs av Maurice Pic 1912. Monochamus talianus ingår i släktet Monochamus och familjen långhorningar. Inga underarter finns listade i Catalogue of Life.